# Les Plaisirs de Pénélope
Pour plus de détails, voir Fiche technique et Distribution.
Les Plaisirs de Pénélope (Penelope) est une comédie américaine d'Arthur Hiller sortie en 1966.

## Synopsis
Délaissée par son époux, un banquier que son travail accapare trop, la jeune Pénélope décide de s'adonner à ses penchants kleptomanes. C'est ainsi qu'après plusieurs modestes tentatives couronnées de succès, elle parvient à dérober 60 000 $ à la banque de son propre mari.

## Fiche technique
- Titre original : Penelope
- Titre français : Les Plaisirs de Pénélope
- Réalisation : Arthur Hiller
- Scénario : George Wells d'après le roman Penelope d'Howard Fast
- Direction artistique : E. Preston Ames et George W. Davis
- Décorateur de plateau : F. Keogh Gleason et Henry Grace
- Costumes : Edith Head et Ann Landers
- Photographie : Harry Stradling Sr.
- Montage : Rita Roland
- Musique : John Williams
- Production : Arthur M. Loew Jr. et Joe Pasternak producteur exécutif
- Société de production : Euterpe et Metro-Goldwyn-Mayer
- Société de distribution : Metro-Goldwyn-Mayer
- Pays : américain
- Langue : anglais
- Genre : Comédie policière
- Format : Couleur (Metrocolor) - 35 mm - 2,35:1 - Son : Mono (Westrex Recording System)
- Durée : 97 minutes
- Date de sortie : 
  - États-Unis : 10 novembre 1966

## Distribution

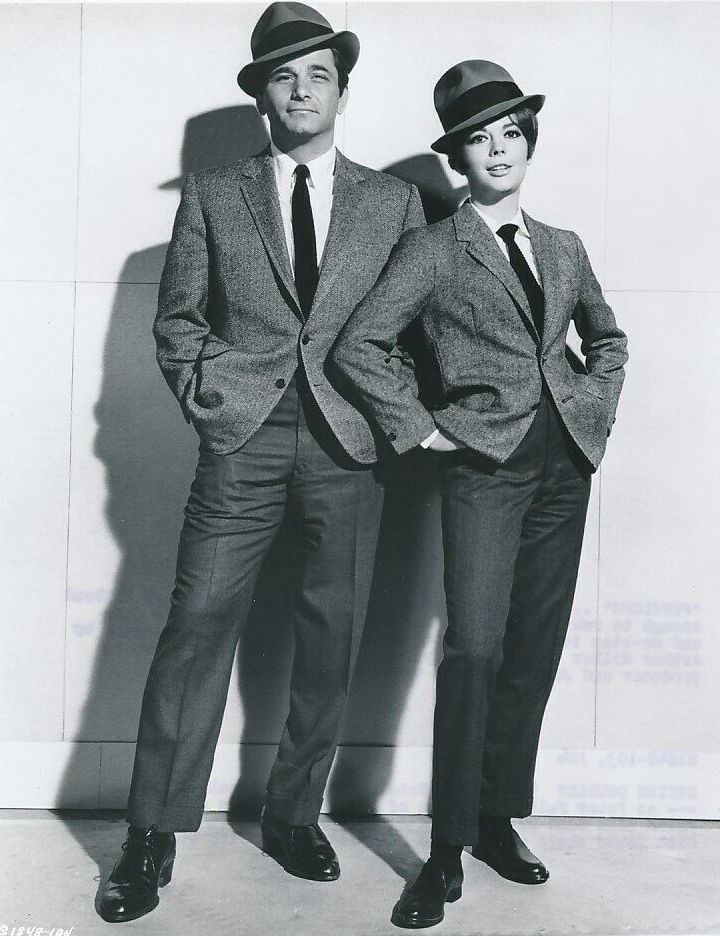
Peter Falk et Natalie Wood.

- Natalie Wood (VF : Lucie Dolène) : Penelope Elcott
- Ian Bannen (VF : Marc Cassot) : James B. Elcott
- Dick Shawn (VF : Bernard Woringer) : Dr Gregory Mannix
- Peter Falk (VF : Pierre Trabaud) : Lieutenant Horatio Bixbee
- Jonathan Winters : Professeur Klobb
- Lila Kedrova (VF : Renée Regnard) : Princesse Sadaba
- Lou Jacobi (VF : Serge Nadaud) : Ducky
- Norma Crane (VF : Michèle Montel) : Mildred Halliday
- Arthur Malet (VF : Jean Berton) : Commandant d'Armée du Salut Higgins
- Jerome Cowan : Directeur d'agence bancaire
- Arlene Golonka : Honeysuckle Rose
- Amzie Strickland (en) (VF : Hélène Tossy) : Miss Serena
- Bill Gunn (en) (VF : Serge Lhorca) : Sergent Rothschild
- Carl Ballantine (VF : Jean Violette) : Boom Boom
- Iggie Wolfington (VF : Jean-Henri Chambois) : Propriétaire de Magasin

## Galerie
- Natale Wood dans des costumes créés par Edith Head pour le film.

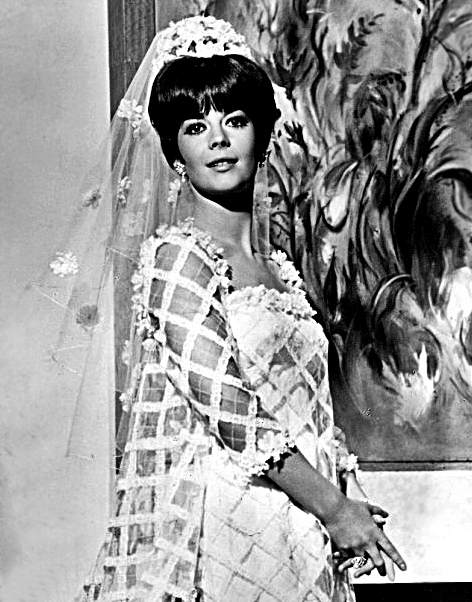
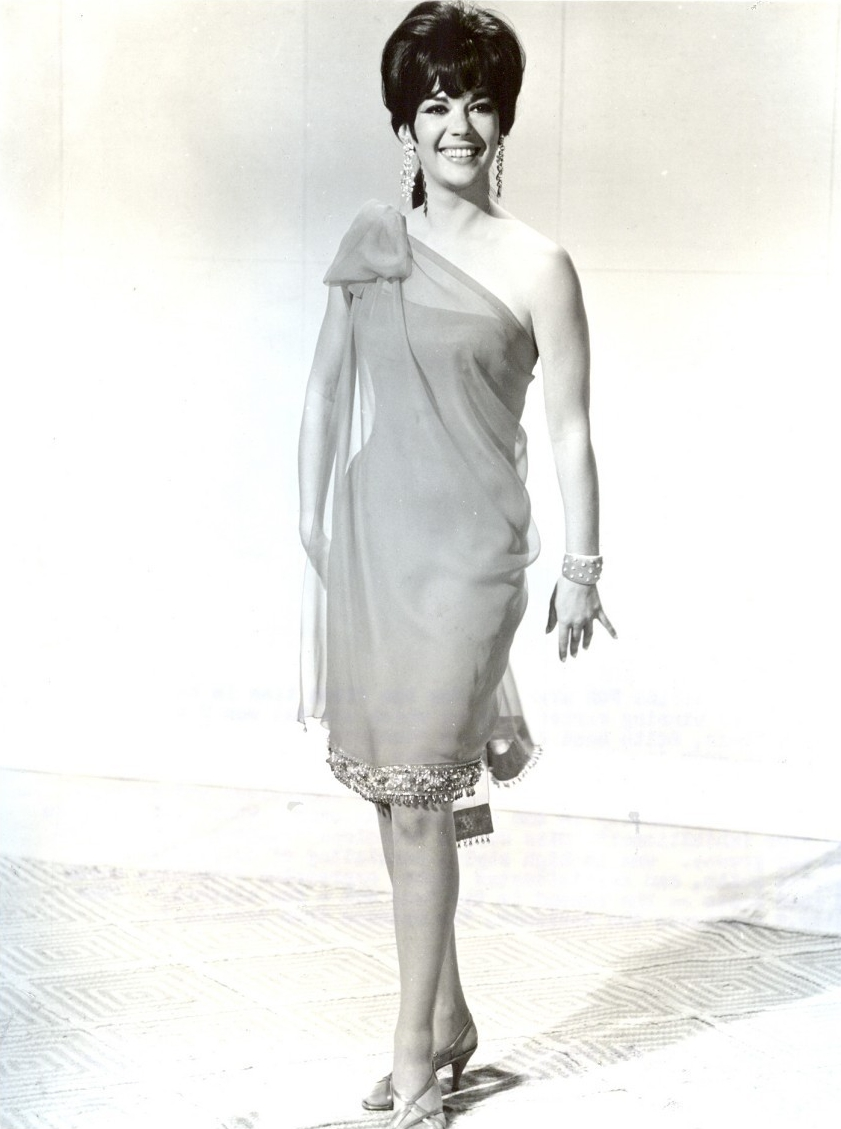
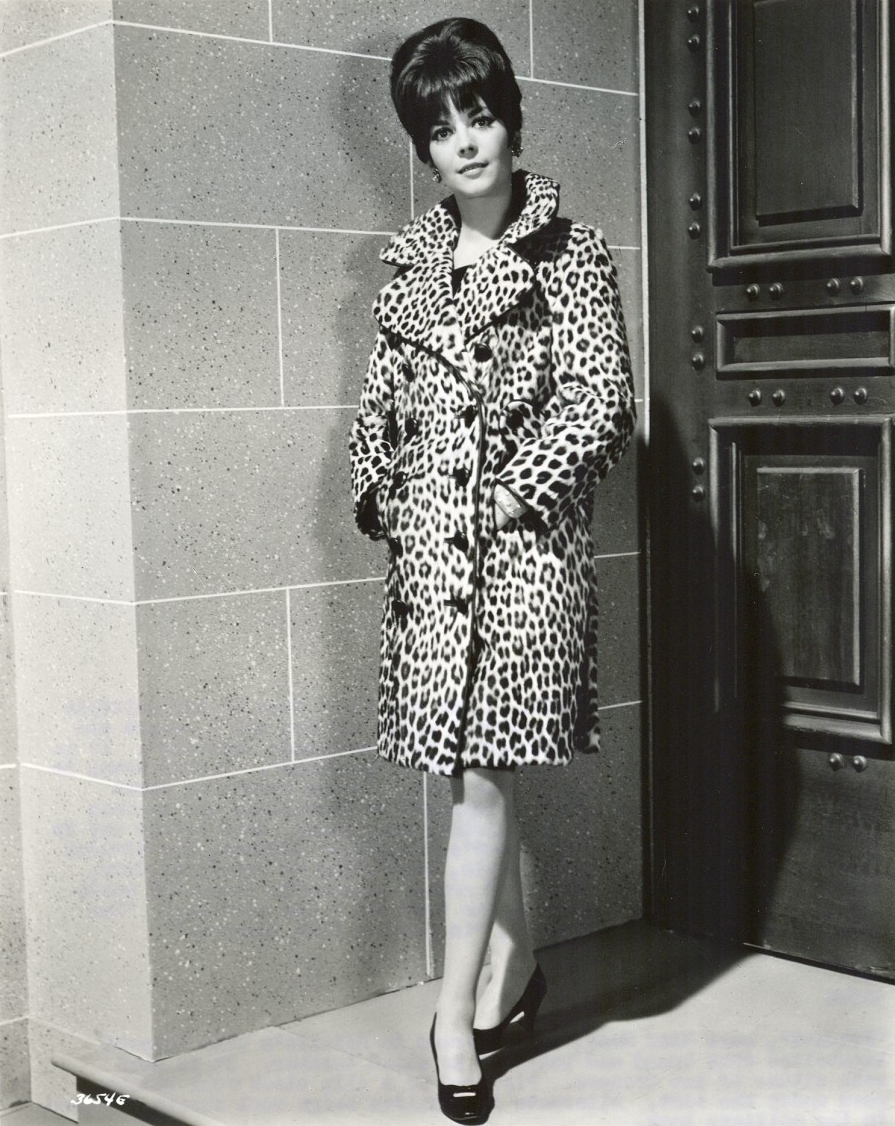

## Autour du film
- Le rôle secondaire de policier tenu ici par Peter Falk annonce, par bien des aspects (notamment son mode d'investigation), le personnage de Columbo qui, deux ans plus tard, le rendra mondialement célèbre à la télévision.
- Avec ce film, John Williams signe une de toutes ses premières compositions pour le cinéma.